# La Chapelle-Gauthier
|  | Per a altres significats, vegeu «La Chapelle-Gauthier (Eure)». |

La Chapelle-Gauthier és un municipi francès, situat al departament del Sena i Marne i a la regió de Illa de França. L'any 2007 tenia 1.395 habitants.
Forma part del cantó de Nangis, del districte de Provins i de la Comunitat de comunes de la Brie Nangissienne.

## Demografia

### Població
El 2007 la població de fet de La Chapelle-Gauthier era de 1.395 persones. Hi havia 474 famílies, de les quals 93 eren unipersonals (50 homes vivint sols i 43 dones vivint soles), 113 parelles sense fills, 245 parelles amb fills i 23 famílies monoparentals amb fills.
La població ha evolucionat segons el següent gràfic:

### Habitatges
El 2007 hi havia 525 habitatges, 481 eren l'habitatge principal de la família, 13 eren segones residències i 31 estaven desocupats. 428 eren cases i 96 eren apartaments. Dels 481 habitatges principals, 369 estaven ocupats pels seus propietaris, 107 estaven llogats i ocupats pels llogaters i 5 estaven cedits a títol gratuït; 8 tenien una cambra, 34 en tenien dues, 66 en tenien tres, 128 en tenien quatre i 245 en tenien cinc o més. 336 habitatges disposaven pel capbaix d'una plaça de pàrquing. A 190 habitatges hi havia un automòbil i a 249 n'hi havia dos o més.

### Piràmide de població
La piràmide de població per edats i sexe el 2009 era:
| Homes | Edats   | Dones |
| ----- | ------- | ----- |
| 0     | 95 o +  | 0     |
| 4     | 90 a 94 | 8     |
| 0     | 85 a 89 | 8     |
| 4     | 80 a 84 | 0     |
| 8     | 75 a 79 | 12    |
| 8     | 70 a 74 | 12    |
| 28    | 65 a 69 | 16    |
| 24    | 60 a 64 | 8     |
| 16    | 55 a 59 | 20    |
| 72    | 50 a 54 | 56    |
| 44    | 45 a 49 | 52    |
| 56    | 40 a 44 | 52    |
| 44    | 35 a 39 | 44    |
| 64    | 30 a 34 | 72    |
| 32    | 25 a 29 | 44    |
| 32    | 20 a 24 | 32    |
| 60    | 15 a 19 | 52    |
| 36    | 10 a 14 | 68    |
| 60    | 5 a 9   | 60    |
| 12    | 0 a 4   | 36    |

## Economia
El 2007 la població en edat de treballar era de 928 persones, 740 eren actives i 188 eren inactives. De les 740 persones actives 693 estaven ocupades (362 homes i 331 dones) i 47 estaven aturades (21 homes i 26 dones). De les 188 persones inactives 50 estaven jubilades, 88 estaven estudiant i 50 estaven classificades com a «altres inactius».

### Ingressos
El 2009 a La Chapelle-Gauthier hi havia 496 unitats fiscals que integraven 1.413 persones, la mediana anual d'ingressos fiscals per persona era de 20.110 €.

### Activitats econòmiques
Dels 45 establiments que hi havia el 2007, 2 eren d'empreses alimentàries, 1 d'una empresa de fabricació de material elèctric, 3 d'empreses de fabricació d'altres productes industrials, 7 d'empreses de construcció, 7 d'empreses de comerç i reparació d'automòbils, 2 d'empreses de transport, 3 d'empreses d'hostatgeria i restauració, 1 d'una empresa d'informació i comunicació, 2 d'empreses immobiliàries, 10 d'empreses de serveis, 5 d'entitats de l'administració pública i 2 d'empreses classificades com a «altres activitats de serveis».
Dels 11 establiments de servei als particulars que hi havia el 2009, 1 era una oficina de correu, 1 paleta, 2 guixaires pintors, 3 lampisteries, 1 perruqueria, 2 restaurants i 1 agència immobiliària.
Dels 3 establiments comercials que hi havia el 2009, 1 era una gran superfície de material de bricolatge, 1 una botiga de menys de 120 m² i 1 una fleca.
L'any 2000 a La Chapelle-Gauthier hi havia 6 explotacions agrícoles que ocupaven un total de 639 hectàrees.

## Equipaments sanitaris i escolars
L'únic equipament sanitari que hi havia el 2009 era una farmàcia. El 2009 hi havia una escola elemental.

## Poblacions properes
El següent diagrama mostra les poblacions més properes.